# Micronoctua karsholti
Micronoctua karsholti är en fjärilsart som beskrevs av Michael Fibiger 1997. Micronoctua karsholti ingår i släktet Micronoctua och familjen trågspinnare. Inga underarter finns listade i Catalogue of Life.